# Calodia obliquasimilaris
Calodia obliquasimilaris är en insektsart som beskrevs av Zhang 1990. Calodia obliquasimilaris ingår i släktet Calodia och familjen dvärgstritar. Inga underarter finns listade i Catalogue of Life.